# Ostfalia Hochschule für angewandte Wissenschaften

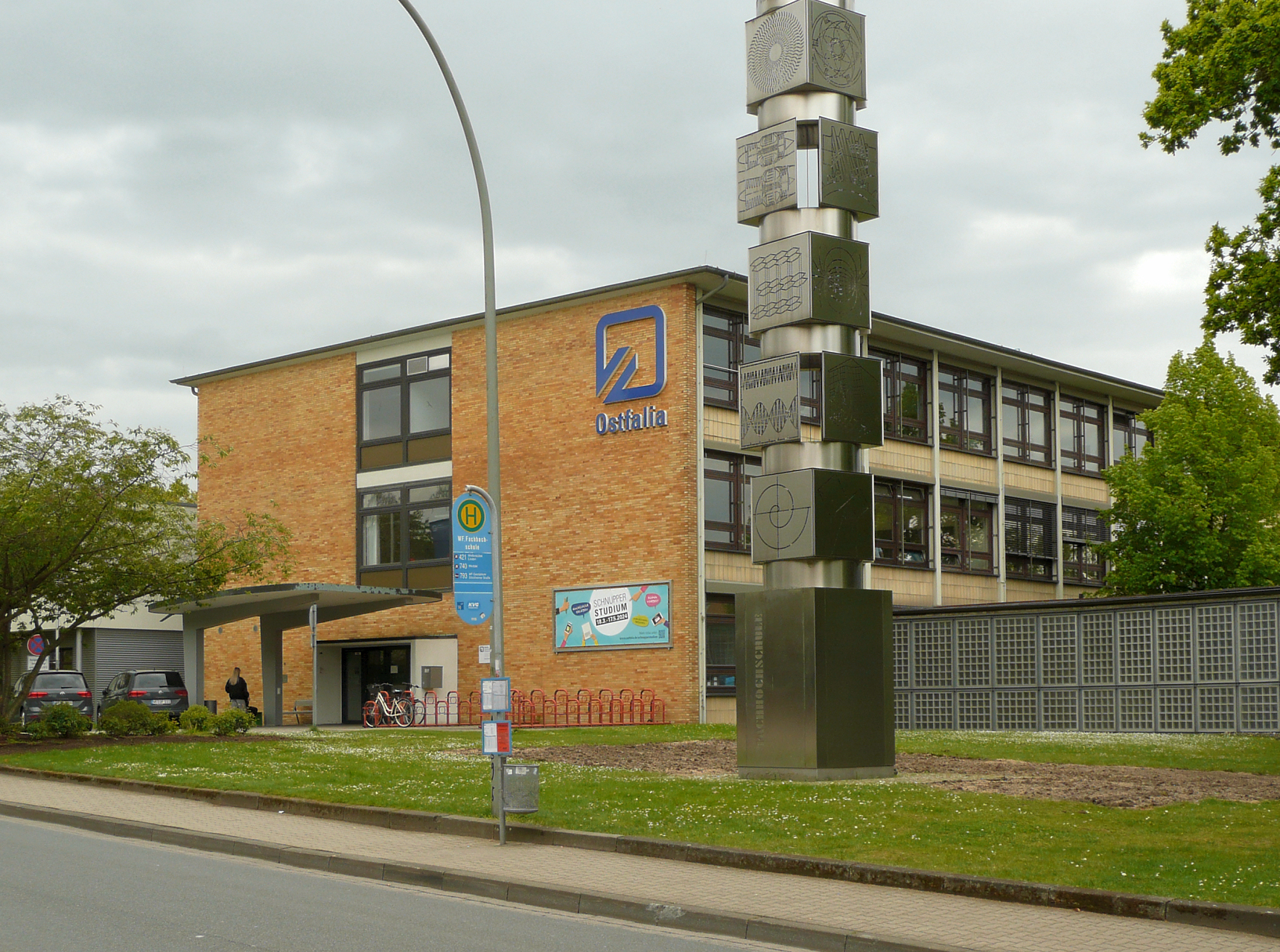
Campus Wolfenbüttel in der Salzdahlumer Straße

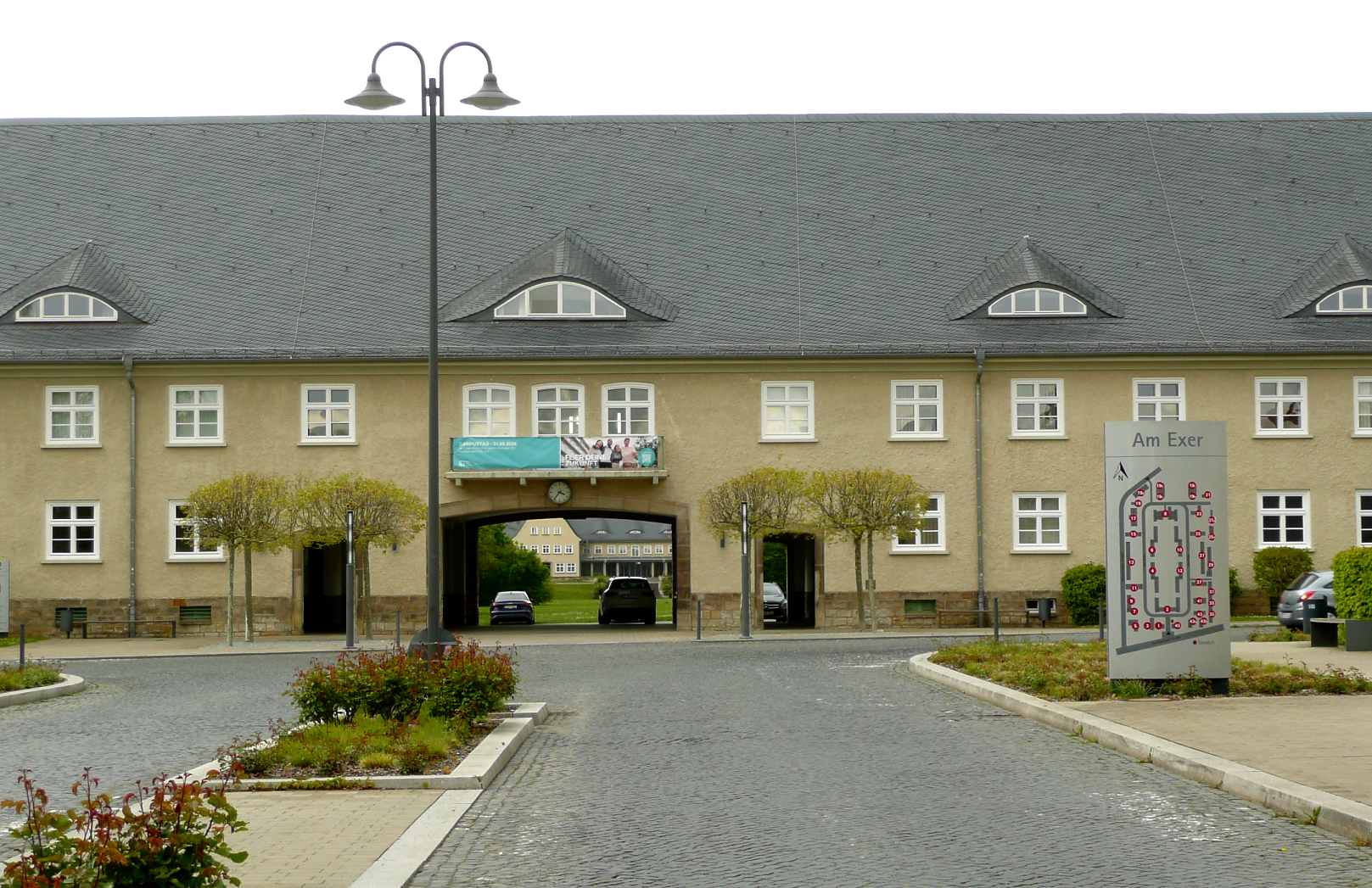
Campus Wolfenbüttel in der früheren Kaserne Am Exer

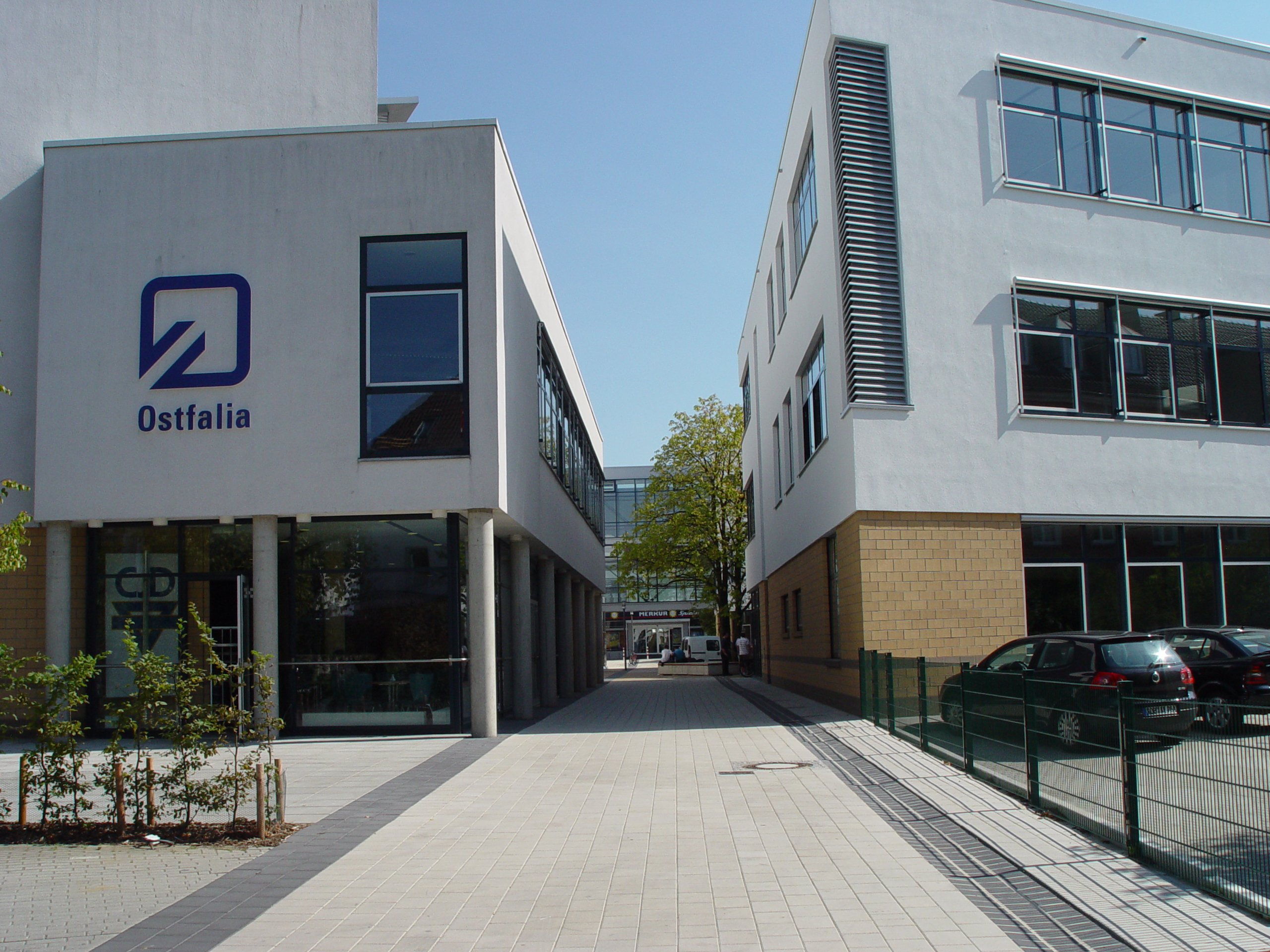
Ostfalia in Wolfsburg

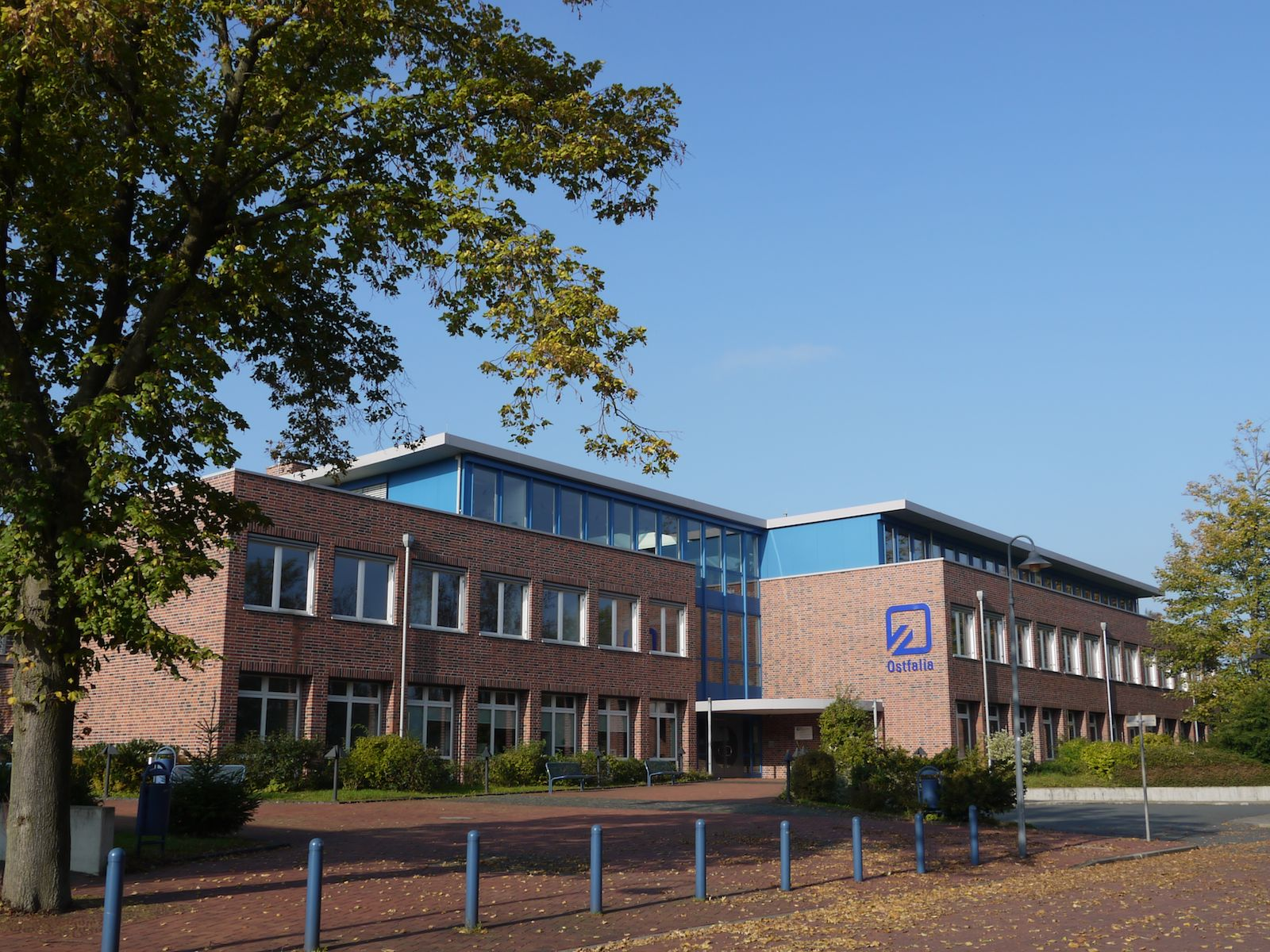
Campus Salzgitter-Calbecht

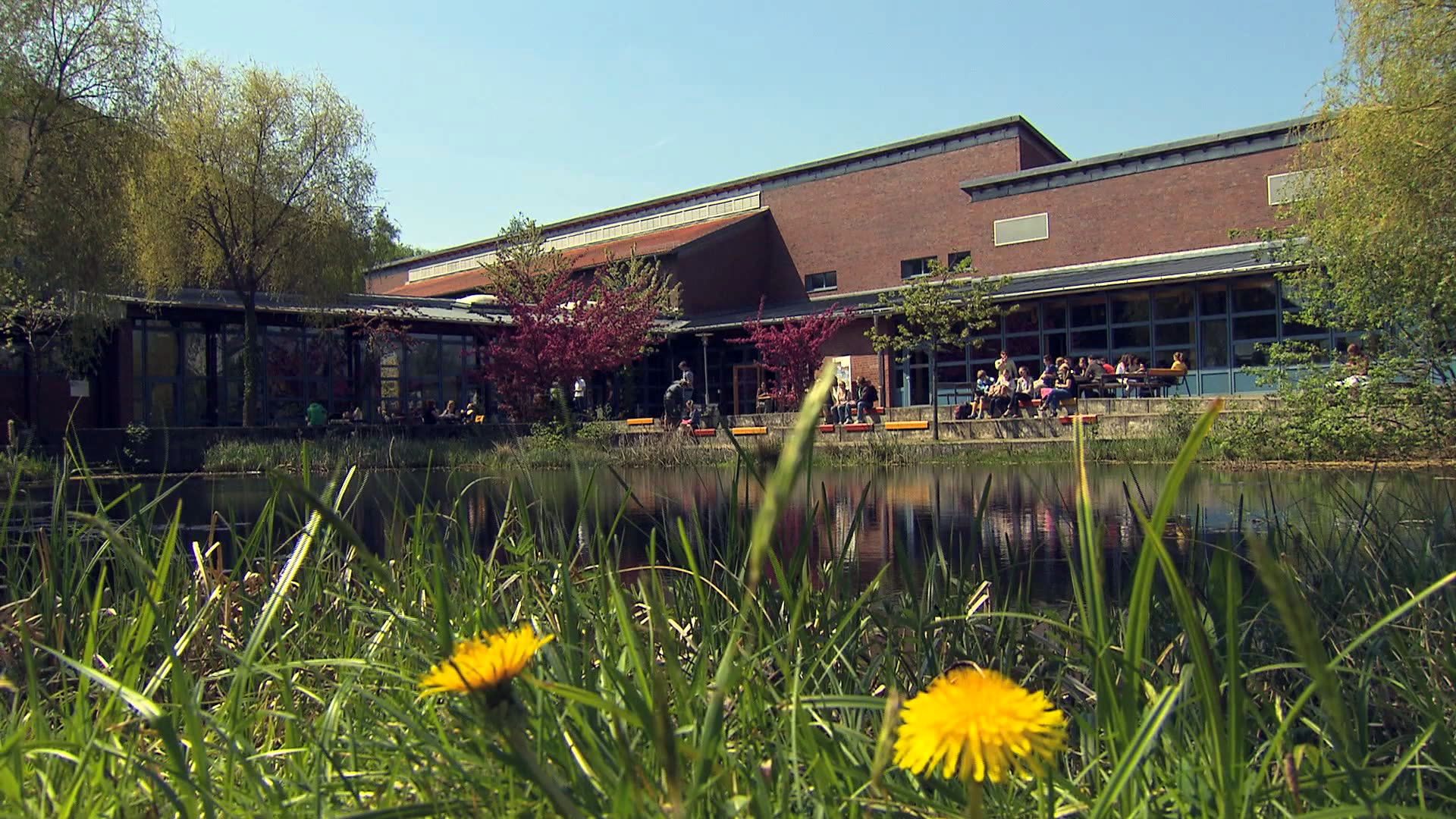
Campus Suderburg

Die Ostfalia Hochschule für angewandte Wissenschaften – Hochschule Braunschweig/Wolfenbüttel (meist verkürzt auf Ostfalia Hochschule für angewandte Wissenschaften bzw. kurz: Ostfalia) ist eine 1971 gegründete Fachhochschule im östlichen Niedersachsen. Sie verfügt über Standorte in Salzgitter ⊙, Wolfenbüttel (Campus Salzdahlumer Straße ⊙ und Am Exer ⊙), Wolfsburg ⊙ und Suderburg ⊙ (bei Uelzen). Der internationale Name der Hochschule lautet Ostfalia University of Applied Sciences.

## Geschichte
Bereits 1928 existierte in Wolfenbüttel die Staatliche Ingenieurschule Wolfenbüttel. Sie wurde im August 1971 mit zwei in Braunschweig angesiedelten Höheren Fachschulen für soziale Berufe zur Fachhochschule Braunschweig/Wolfenbüttel zusammengeschlossen.
Am Standort Salzgitter wurden 2004 die ehemaligen Fachbereiche F (Medien-, Sport- und Tourismusmanagement) und T (Transport- und Verkehrswesen) zur neuen Fakultät Karl Scharfenberg verschmolzen. 
Zum 1. September 2009 gab sich die Hochschule Braunschweig/Wolfenbüttel die vorgestellte Ergänzung „Ostfalia Hochschule für angewandte Wissenschaften“. Darin wollte man insbesondere einen Verweis auf die historischen Landschaftsbezeichnung Ostfalen herstellen, die das verbindende Element der nunmehr neben Braunschweig und Wolfenbüttel existierenden Standorte Salzgitter und Wolfsburg darstellte.
Zum Sommersemester 2010 wurde in Suderburg die neue Fakultät Handel und Soziale Arbeit gegründet. Mit dem Wintersemester 2010 wurde der namensgebende Standort Braunschweig (Fachbereich Sozialwesen ⊙) aufgelöst und in den Standort Wolfenbüttel integriert.
Zum Wintersemester 2020 richtete die Hochschule die deutschlandweit erste Professur für Radverkehrsmanagement an der Karl-Scharfenberg-Fakultät ein. Sie wurde vom Bundesministerium für Verkehr und digitale Infrastruktur gestiftet.

## Fakultäten
An den Standorten Salzgitter (SZ), Wolfenbüttel (WF), Wolfsburg (WOB) und Suderburg (SUD) sind folgende Fakultäten angesiedelt:
- Bau-Wasser-Boden (SUD)
- Elektro- und Informationstechnik (WF)
- Fahrzeugtechnik (WOB)
- Gesundheitswesen (WOB)
- Handel und Soziale Arbeit (SUD)
- Informatik (WF)
- Maschinenbau (WF)
- Recht (WF)
- Soziale Arbeit (WF)
- Verkehr-Sport-Tourismus-Medien (Karl-Scharfenberg-Fakultät) (SZ)
- Versorgungstechnik (WF)
- Wirtschaft (WOB)

## Institute
| - Institut für Angewandte Informatik (IAI) - Institut für Angewandte Rechts- und Sozialforschung (IRS) - Institut für Automatisierungstechnik - Institut für Biotechnologie und Umweltforschung (IBU) - Institut für Elektrische Anlagen und Automatisierungstechnik (IfEA) - Institut für Energieoptimierte Systeme (EOS) - Institut für Europäisches und Internationales Wirtschaftsrecht (IEIW) - Institut für Fahrzeugbau Wolfsburg (IFBW) - Institut für Fahrzeuginformatik und Fahrzeugelektronik (IFF) - Institut für Finanzen, Steuern und Recht - Institut für Geistiges Eigentum, Recht und Wirtschaft in der Informationsgesellschaft - Institut für Konstruktion und Angewandten Maschinenbau (IKAM) - Institut für Logistikmanagement (ILM) - Institut für Logistikoptimierung (LOGO) - Institut für Mechatronik (IMEC) - Institut für Medieninformatik und Online-Lehre (IMI) - Institut für Medienmanagement (IMM) - Institut für Öffentliche Kommunikation (IÖK) - Institut für Personalmanagement und Recht - Institut für Produktionstechnik (IPT) - Institut für Recycling (IfR) - Institut für Sportmanagement (SPM) - Institut für Tourismus- und Regionalforschung (IfTR) - Institut für Verkehrsmanagement (IFVM) - Institut für Verteilte Systeme (IVS) | Der Fachhochschule sind diverse An-Institute angegliedert. - FIT – Umwelttechnik GmbH - IKT – Institut für Kommunikationssysteme und -technologien - Institut für e-Business GmbH - Trainings- & Weiterbildungszentrum Wolfenbüttel e. V. (TWW) - Wassertechnologisches Institut GmbH (WTI) - Wolfsburger Institut zur Betriebs- und Unternehmensentwicklung e. V. (WIBU) |

## Studiengänge

### Fakultät Bau-Wasser-Boden
- Angewandte Informatik (M.Sc.)
- Bauingenieurwesen (B.Eng., M.Eng.)
- Digital Technologies (M.Sc.)
- Wasser- und Bodenmanagement (M.Sc.)

### Fakultät Elektro- und Informationstechnik
- Elektro- und Informationstechnik (B.Eng., M.Eng.)
- Smart Transportation Systems (B.Sc.)
- Wirtschaftsingenieurwesen Elektro- und Informationstechnik (B.Eng.)

### Fakultät Fahrzeugtechnik
- Automotive Engineering (B.Eng., M.Eng.)
- Fahrzeuginformatik (B.Sc.)
- Fahrzeugtechnik/Fahrzeugsystemtechnik (B.Eng.)
- Wirtschaftsingenieurwesen Automobiltechnologie (B.Eng.)

### Fakultät Gesundheitswesen
- Angewandte Pflegewissenschaft im Praxisverbund (B.Sc.)
- Berufspädagogik für Gesundheitsberufe (M.A.)
- Berufspädagogik und Management im Rettungsdienst (B.Sc.)
- Berufspädagogik und Management in der Pflege (B.Sc.)
- Kindheitspädagogik und Gesundheit (B.A.)
- Management im Gesundheitswesen (B.A.)
- Angewandte Psychologie (B.Sc.)

### Fakultät Handel und Soziale Arbeit
- Betriebswirtschaftslehre (B.A., M.A.)
- Handel und Logistik (B.A.)
- Soziale Arbeit (B.A.)

### Fakultät Informatik
- Informatik (B.Sc., M.Sc.)

### Fakultät Maschinenbau
- Digital Engineering Maschinenbau (B.Eng.)
- Maschinenbau (B.Eng., M.Eng.)
- Wirtschaftsingenieurwesen Maschinenbau (B.Eng.)

### Fakultät Recht
- Recht, Finanzmanagement und Steuern (LL.B.)
- Recht, Personalmanagement und Personalpsychologie (LL.B., M.A.)

### Fakultät Soziale Arbeit
- Soziale Arbeit (M.A.)

### Fakultät Versorgungstechnik
- Energie- und Gebäudetechnik (B.Eng., M.Eng.)
- Green Engineering (M.Eng.)

### Fakultät Verkehr-Sport-Tourismus-Medien
- Digitales Storytelling (B.A.)
- Kommunikationsmanagement (M.A.)
- Mediendesign (B.A., M.A.)
- Medienkommunikation (B.A.)
- Medienmanagement (B.A.)
- Nachhaltige Mobilität (B.A.)
- Sportmanagement (B.A.)
- Stadt- und Regionalmanagement (B.A.)
- Tourismusmanagement (B.A.)

### Fakultät Wirtschaft
- Immobilienmanagement (B.A., M.A.)
- Internationales Management (M.A.)
- Unternehmensführung und Management (B.A.)
- Wirtschaftsinformatik (B.Sc., M.Sc.)
- Wirtschaftsingenieurwesen (B.Eng., M.Eng.)